# Potkoš
Potkoš je umjetno jezero blizu Liča napravljeno 1985. ustavljanjem potoka Koš, pod brdom Plasina.

## Opis
Uredili su ga članovi ŠRD "Bajer", za prirodno mrjestilište pastrve, čiji je opstanak u jezeru Bajer ugrožavala štuka. Do jezera vodi asfaltirana cesta i vrlo je pristupačno. Umjetno jezero Potkoš je najmlađe i najmanje umjetno jezero u fužinarskom kraju (Bajer, Lepenica). Sva tri jezera izvrsno su uklopljena u planinski krajobraz i pravi su turistički dragulj Fužina. Posebno je popularno jezero Bajer, oko kojega vodi atraktivna šetnica i koje je najčešće odredište izletnika, a na obalama je iz godine u godinu sve više drvenih umjetničkih skulptura, koje ostavljaju kipari koji ovdje rado dolaze na kiparske radionice. Mnogi turisti, športaši, rekreativci i izletnici, koji dolaze uživati na obale ovih jezera, ne znaju da su ona umjetno stvorena kako bi svojom vodom pokretali vodne turbine Hidroelektrane Vinodol. Umjetno jezero Potkoš čini spremnik od 350 000 m3 ostvarenom nasutom branom na potoku Koš. Voda iz tog umjetnog jezera teče kroz zatvoreni betonski kanal duljine oko 1 500 metara do Crpne stanice Lič, gdje se ubacuje u tlačni cjevovod Lič. Na taj se način omogućuje energetsko iskorištavanje ovoga bazena koje odgovara prosječnoj godišnjoj proizvodnji električne energije od 6 GWh.

## Hidroenergetski sustav Vinodol
Osnovni hidroenergetski sustav (HES) Vinodol sastoji se od Lokvarskog jezera, Crpne stanice Križ (CS Križ), spojnog tlačnog tunela Lokvarka - Ličanka, Crpne hidroelektrane Fužine, Vrelo (4,8 MW), umjetnog jezera Bajer, Reverzibilne hidroelektrane Lepenica ili RHE Lepenica (1,326 MW), umjetnog jezera Lepenica, Retencije Potkoš, Crpne stanice Lič (CS Lič), gravitacijskog zahvata ili kanal Benkovac, tunela, armirano-betonskog cjevovoda i čelično tlačnih cjevovoda sveukupne duljine 18,8 kilometara, derivacijskog dovoda (provodnici vode) duljine od približno 10,5 kilometara do Triblja, te HE Vinodol u Triblju (94,5 MW). Hidroenergetski sustav Vinodol koristi vode vodotoka Gorskog kotara: Lokvarka, Križ potok, Ličanka s pritokama Kostanjevicom i Lepenicom, Potkoš, Benkovac, Potok pod grobljem, a umjetna jezera su Lokvarsko jezero, Bajer, Lepenica, te Potkoš.
Ukupni hidropotencijal (maksimalna mogućnost akumuliranja) u umjetnim jezerima HES Vinodol je 41 563 x 106 m3 vode. Ukupni korisni (iskoristivi) obujam vode u umjetnim jezerima HES Vinodol iznosi 40 593 x 106 m3, za moguću proizvodnju vodnih turbina HE Vinodol u Triblju. Hidroenergetski potencijal Vinodol, s jedne strane, rezultat je velikog raspoloživog pada (kotline Ličanke i Lokvarke s njihovim pritocima nalaze se na više od 700 metara nad morem, dok je Vinodolska dolina - gdje je smještena HE Vinodol, na približno 60 metara nad morem), što je jedan od najvećih ostvarenih padova na hidroenergetskim postrojenjima u Europi. S druge strane, raspoložive količine vode razmjerno su skromne i podložne znatnim promjenama protoka. Ukupna veličina sliva svih voda tog područja iznosi 80,8 km2, dok se nadmorska visina kreće između 700 i 1 100 metara. Ukupni prosječni godišnji dotok HES Vinodol iznosi 3,27 m3/s, a prosječna godišnja količina oborine, mjerena u meteorološkoj postaji kod CHE Fužine kao reprezentativnom mjestu za HES Vinodol, iznosi 2 600 mm (litara po četvornom metru godišnje).